# Škoda Vision E
Le Skoda Vision E est un concept car dévoilé par le constructeur automobile tchèque Škoda début avril 2017 au Salon de Shanghai. Il préfigure un futur SUV coupé en Chine ainsi que les futurs véhicules électriques et la prochaine identité stylistique de la marque.

## Histoire

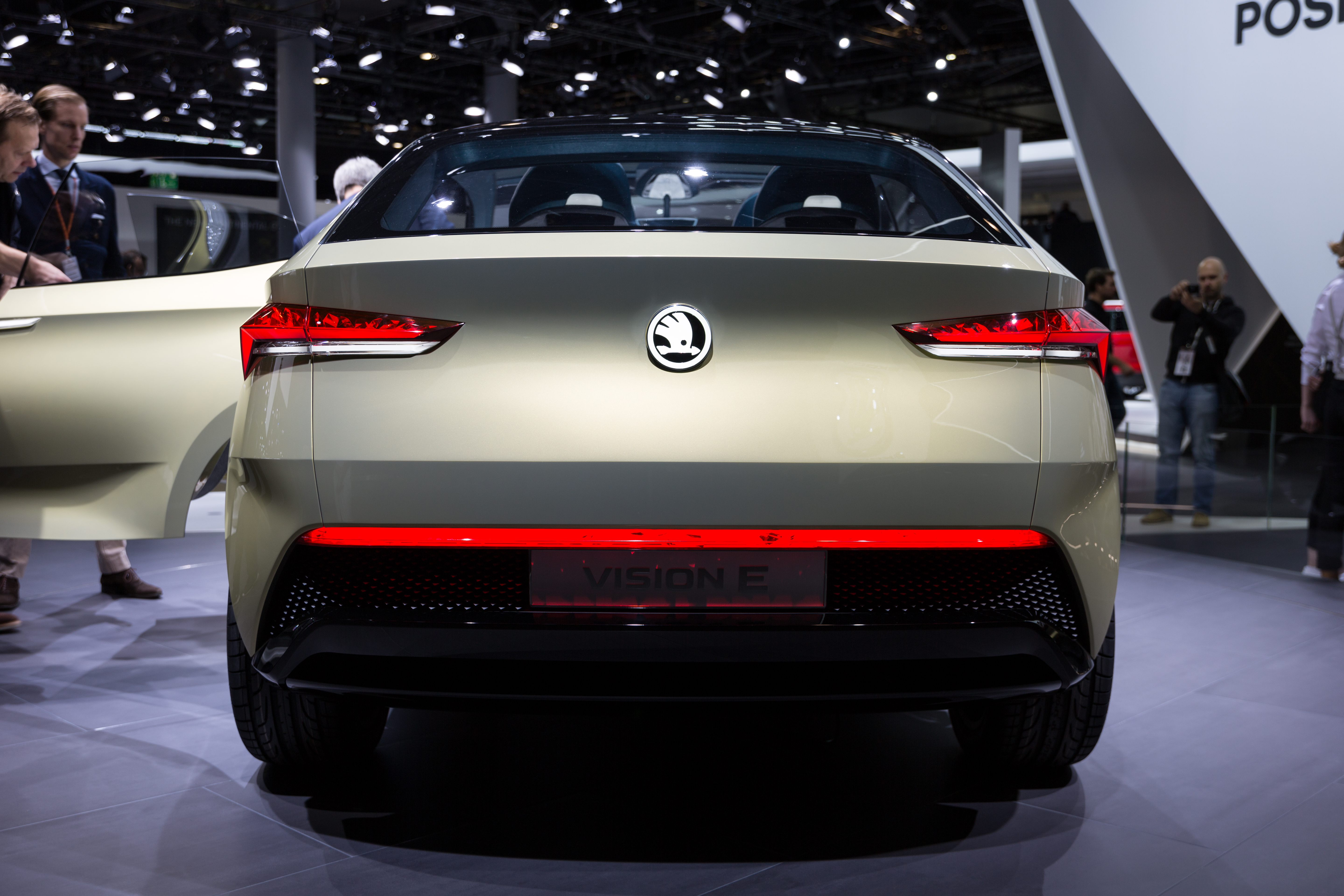